# Радичи (Брянская область)
Радичи — деревня в Дубровском районе Брянской области, в составе Сещинского сельского поселения. Расположена в 4 км к северу от посёлка Сеща. Население — 362 человека (2010).

## История
Возникла предположительно в XV—XVI в.; впервые упоминается в документах 1610 года. До XVIII века относилась к Вороницкой волости Брянского уезда. С 1776 по 1929 год в Рославльском уезде Смоленской губернии (с 1861 по 1924 год — центр Радичской волости, в 1924—1929 в Сещенской волости). С XVIII до середины XX века — село с храмом (разрушен в 1943). До 1959 года — центр Радичского сельсовета.